# Museu Arqueològic del Ceramic

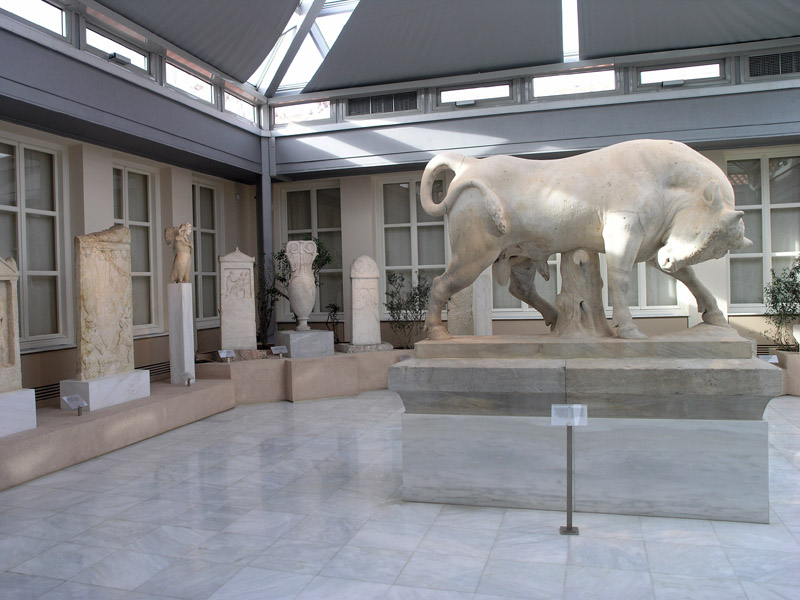
Pati del museu.

El Museu arqueològic del Ceramic (en grec:Αρχαιολογικό Μουσείο Κεραμεικού) d'Atenes és un petit museu arqueològic en el qual estan exposats una part de les descobertes de la zona arqueològica de l'antic cementiri atenès del Ceramic, un dels principals jaciments de la ciutat.
L'exploració del Ceramic va ser dirigida des de 1870 per la Societat Arqueològica d'Atenes. A partir de 1913 va continuar l'Institut Arqueològic Alemany d'Atenes.

## El Ceramic
El barri on va ser emplaçat el cementiri del Ceramic era una zona perifèrica de l'antiga ciutat d'Atenes, entre l'Àgora i la porta de Dípilon. Va ser anomenat així, a causa dels ceramistes que es van establir a la vora del riu Eridan, i va ser dividit en dues seccions, intramurs i extramurs, després de la construcció del Mur de Temístocles a començaments del segle V aC.

## El museu
El museu va ser construït el 1937, segons els plànols de l'arquitecte de H. Johannes, gràcies a un donatiu de Gustav Oberlaender. A la dècada de 1960, el suport dels germans Boehringer va permetre engrandir-ho. L'any 2002 hi va haver una important descoberta d'un conjunt d'estàtues arcaiques, com l'anomenat curos de la Porta sagrada, per la qual cosa ha estat renovat per acollir-ho.
A la zona exterior, immediata a les dues portes, estan situades la necròpoli principal de la ciutat, i la Via sacra que conduïa a Eleusis. Un comunicat important de les troballes exposades al museu provenen dels enterraments. Es tracta d'esteles, de vasos i d'estàtues funeràries.
Les col·leccions estan organitzades de forma cronològica en quatre sales que constitueixen els costats de pati cobert, en què s'exhibeixen diverses esteles i escultures funeràries. Les tres primeres sales estan dedicades als vasos i l'última a l'escultura.